# Saint-Ouen-des-Alleux
Saint-Ouen-des-Alleux (bret. Sant-Owen-an-Alloz) – miejscowość i gmina we Francji, w regionie Bretania, w departamencie Ille-et-Vilaine.
Według danych na rok 1990 gminę zamieszkiwało 797 osób, a gęstość zaludnienia wynosiła 52 osoby/km² (wśród 1269 gmin Bretanii Saint-Ouen-des-Alleux plasuje się na 666. miejscu pod względem liczby ludności, natomiast pod względem powierzchni na miejscu 653.).